# Episodi di Skins (prima stagione)

Logo della serie televisiva

La prima stagione della serie televisiva Skins è stata trasmessa nel Regno Unito dal 25 gennaio al 22 marzo 2007 su E4.
In Italia la stagione è andata in onda dal 20 gennaio al 16 marzo 2008 su MTV e in contemporanea su Jimmy dal 23 gennaio 2008.
Dal 17 agosto 2009 al 9 settembre 2009 la serie è stata replicata da Mya di Mediaset Premium.
| nº | Titolo         | Prima TV UK      | Prima TV Italia  |
| -- | -------------- | ---------------- | ---------------- |
| 1  | Tony           | 25 gennaio 2007  | 20 gennaio 2008  |
| 2  | Cassie         | 1º febbraio 2007 | 27 gennaio 2008  |
| 3  | Jal            | 8 febbraio 2007  | 3 febbraio 2008  |
| 4  | Chris          | 15 febbraio 2007 | 10 febbraio 2008 |
| 5  | Sid            | 22 febbraio 2007 | 17 febbraio 2008 |
| 6  | Maxxie & Anwar | 1º marzo 2007    | 24 febbraio 2008 |
| 7  | Michelle       | 8 marzo 2007     | 2 marzo 2008     |
| 8  | Effy           | 15 marzo 2007    | 9 marzo 2008     |
| 9  | Finale         | 22 marzo 2007    | 16 marzo 2008    |

## Tony
- Diretto da: Paul Gay
- Scritto da: Bryan Elsley

### Trama
Ogni episodio di ogni stagione è incentrato su uno specifico personaggio, che tuttavia interagisce con gli altri protagonisti. Il primo episodio parla di Tony, il ragazzo più popolare della scuola, amato da tutti. Sid Jenkins è il migliore amico di Tony ma al contrario di lui è un ragazzo poco sicuro di sé, imbranato e ancora vergine, oltre che innamorato di Michelle, la ragazza di Tony. Tony ha un piano per fare perdere la verginità a Sid: quella notte sarebbero andati a una festa organizzata da una ricca studentessa, che frequenta la scuola femminile accanto all'istituto tecnico che frequentano i ragazzi, in cui Tony tiene un provino di canto, e Michelle avrebbe chiamato la sua amica Cassie, una ragazza affetta da seri problemi di alimentazione. Il piano consiste nel farla sballare fino a trovare Sid abbastanza bello da portarlo a letto.
Inizialmente Sid pensa di andare a letto con Michelle, ma l'equivoco è presto sistemato. Per potere attuare il suo piano Tony ha bisogno di erba per Cassie e per loro stessi, e manda Sid da uno spacciatore poco raccomandabile e con evidenti problemi mentali a comprarla. Sid riesce a mostrarsi goffo e imbranato anche in questa situazione, e invece che comprarne qualche grammo ne compra ben 90, spendendo 300 sterline. Il problema è che Sid non ha i soldi, pertanto lo spacciatore tasta i testicoli di Sid, dicendogli che se non l'avesse pagato in 48 ore gliene avrebbe tagliato uno.
Arriva la serata tanto attesa e si presentano in pochi della compagnia di Tony: alla festa ci sono solo lui, Michelle, Sid e Cassie circondati da un sacco di ragazzi snob e imbranati, perché Maxxie ha portato gli altri a una serata gay (gli altri lo hanno seguito nella speranza di trovare donne disperate per l'assenza di uomini eterosessuali, ma non sarà così).
Tony e compagnia cercano di ovviare il problema dell'eccessiva quantità d'erba provando a venderla ai presenti alla festa, ma i ricchi invitati non sembrano interessati. Intanto Sid e Cassie vengono lasciati deliberatamente soli perché si conoscano, ma Cassie sembra pensare solo al cibo e Sid solo a Michelle, cosa che l'apparentemente svampita Cassie nota subito. Dato che la festa gay si rivela una noia mortale, a notte fonda Maxxie, Chris e Anwar raggiungono i loro amici animando la festa: Chris si butta sul preziosissimo tappeto con le scarpe sporche e quando la proprietaria gli intima di togliersele, lui si toglie i pantaloni, il che causa una breve rissa. Tuttavia gli invitati si rivoltano contro Tony e i suoi amici, che sono costretti a fuggire. Sul retro della casa incontrano Sid che trasporta in braccio Cassie, che sembra abbia perso i sensi per avere preso troppe medicine. Presi dal panico rubano, su suggerimento di una ragazza polacca conosciuta alla festa, una Mercedes.
Mentre corrono all'ospedale con Chris e la ragazza polacca che fanno l'amore sui sedili posteriori Cassie si sveglia: stava solo dormendo.
Sollevati ma anche in preda allo sconforto e alla stanchezza, si recano su un lungofiume per potere almeno fumare un po' dell'erba che hanno comprato, ma mentre cercano le cartine Sid mette inavvertitamente in folle e per colpa della pendenza della strada la macchina finisce dentro al fiume. Tutti gli occupanti riescono a uscire illesi, ma perdono tutta l'erba.

## Cassie
- Diretto da: Paul Gay
- Scritto da: Bryan Elsley

### Trama
Cassie si avvia a completare la terapia presso la clinica diretta dalla dottoressa Stock, la madre di Abigail, la ragazza che ha organizzato la festa a cui i ragazzi si sono recati, finita in rissa. Fra i pazienti c'è anche Madison Twatter, lo spacciatore che ha fornito a Sid trecento sterline di erba a credito e che il ragazzo non ha mai pagato, che successivamente si farà assumere come supplente di storia nell'istituto frequentato dai ragazzi. Ma i problemi per Cassie non sembrano affatto risolti: la ragazza per giunta riceve strani messaggi anonimi con la scritta "Mangia!". L'episodio mostra il difficile rapporto di Cassie con il cibo, quindi i suoi disturbi alimentari.

## Jal
- Diretto da: Adam Smith
- Scritto da: Bryan Elsley

### Trama
Jal si esercita per il "Giovane Musicista dell'Anno", ma durante un party organizzato da suo padre, famoso rapper, finisce in una trappola creata da Madison Twatter per intrappolare Sid e avere da lui i soldi che gli deve.
Madison distrugge il clarinetto di Jal impedendole così di partecipare alla gara musicale, ma appena in tempo suo padre riesce a fargliene avere uno nuovo.

## Chris
- Diretto da: Adam Smith
- Scritto da: Jack Thorne

### Trama
Chris è un ragazzo che ama divertirsi e può sembrare senza problemi o preoccupazioni ma in realtà ha una difficile situazione familiare: il fratello è morto e in questo episodio la madre se ne va lasciandogli dei soldi. Chris non perde tempo per organizzare una grande festa e non rinuncia a ballare, bere o provare vari tipi di droga. A questa festa prende parte anche Angie, la professoressa di psicologia dalla quale lui è attratto. Spendendo tutti i soldi che la madre gli aveva lasciato per quella folle serata Chris si ritroverà solo e al verde e per questo andrà a vivere in un alloggio datogli dal college.

## Sid
- Diretto da: Minkie Spiro
- Scritto da: Jamie Brittain

### Trama
Sid fallisce ancora a scuola e il suo debito con Tony e Michelle.
La situazione di Sid a scuola è critica: se non terminerà un compito di storia entro due giorni rischia di pregiudicare l'anno. Ciò suscita malumore e insoddisfazione nel padre. Intanto Tony si esibisce con il coro della scuola di Abigail, e al termine dello spettacolo si apparta con la ricca ragazza, suscitando l'ira e la gelosia di Michelle. Sid, spinto da Tony, cerca di avvicinarsi a Michelle, ma non si accorge delle attenzioni di Cassie nei suoi confronti. La situazione prende una brutta piega e non solo per lui.

## Maxxie & Anwar
- Diretto da: Chris Clough
- Scritto da: Simon Amstell, Ben Schiffer

### Trama
Durante una gita scolastica in Russia Tony prova a sedurre Maxxie, il ragazzo gay, mentre si trova in camera con la sua ragazza Michelle svenuta sul letto. In realtà Michelle è sveglia e vede tutto. Anwar si innamora di una ragazza del posto e decide di salvarla dalla violenza del padre, che poi si scopre essere suo marito. Con questa ragazza riesce a perdere la sua verginità. Chris e la sua insegnante di psicologia, Angie, si avvicinano sempre più spingendosi anche a copulare. Maxxie e Anwar, migliori amici fin da piccoli, litigano perché Anwar essendo musulmano non riesce a tollerare l'omosessualità dell'amico e si separano. La gita in Russia mostra non pochi imprevisti, dietro ai quali sembra nascondersi qualcosa.

## Michelle
- Diretto da: Minkie Spiro
- Scritto da: Bryan Elsley

### Trama
Dopo la breve avventura di Tony e Maxxie avvenuta sotto gli occhi di Michelle quest'ultima lo lascia. Profondamente disgustata e umiliata, anche poiché venuta a sapere che Tony era solito tradirla, finisce per litigare con Jal e allontanarsi dal gruppo. In questa puntata si nota un profondo cambiamento nel personaggio di Michelle, ovvero da ragazza bella e superficiale totalmente invaghita di Tony, si rivela una ragazza forte e indipendente. Dopo avere litigato con il giovane e inetto patrigno prova a consolarsi con Sid che però si rende conto di essere attratto da Cassie; quindi incontra poi Josh, il fratello di Abigail, con cui finisce a letto. Tony inventerà però un astuto e sleale stratagemma per fare lasciare Michelle e Josh, così da potere riavvicinarsi a lei, ma sorprendentemente sull'uscio di casa sua Michelle non lo perdona e gli chiude la porta in faccia.

## Effy
- Diretto da: Adam Smith
- Scritto da: Jack Thorne

### Trama
Tony, rimasto senza amici, scopre che sua sorella Effy è nei guai e comincia a cercarla, pensando che sia tutta colpa sua. Effy si trova a un rave party, dove è presente anche Josh Stock. Le cose per Tony si mettono veramente male. Sid si confida a Cassie, ma nel momento più bello è costretto ad abbandonarla di nuovo per andare in aiuto di Tony, che si trova in grossi guai.

## Finale
- Diretto da: Adam Smith
- Scritto da: Bryan Elsley

### Trama
Anwar prova a fare pace con Maxxie in tempo per il suo compleanno, mentre la sua famiglia si impegna a preparare per lui una grande festa. Cassie pianifica di andare in Scozia, mentre Effy è guarita dalla scorsa settimana. Tony cerca di fare ammenda dopo quello che ha combinato. Sid cerca di raggiungere Cassie. Chris è turbato dal ritorno del fidanzato di Angie. Tony, inoltre, resta vittima di un incidente a causa di un autobus.